# Kriminalität
Kriminalität (von lateinisch crimen „Beschuldigung, Anklage, Schuld, Verbrechen“) ist eine Bezeichnung für Straftaten im Sinne eines gesellschaftlichen Gesamtphänomens (Makrophänomens), während sich „Straftat“ oder „Verbrechen“ eher an dem individuellen Verhalten misst. Die Wissenschaft, die sich sowohl empirisch als auch theoretisch mit der Kriminalität beschäftigt, ist die Kriminologie. Normativ und in dogmatischer Hinsicht fällt Kriminalität hingegen in das Ressort der Strafrechtswissenschaft.

## Definition und Abgrenzung
Kriminalität bezeichnet nicht nur das von der Polizei als Straftat bewertete Verhalten, sondern sämtliche Rechtsverletzungen in Form von strafrechtlichen Tatbeständen.
In der kritischen Kriminologie hingegen werden unter „Kriminalität“ alle Aktionen und Interaktionen verstanden, die zwischen den für Rechtsetzung und -durchsetzung zuständigen Institutionen einerseits und den für Rechtsbruch verantwortlichen und von Rechtserleidung betroffenen Individuen andererseits stattfinden (siehe auch Etikettierungsansatz).
Als Kriminalität wird daher jede Form einer rechtswidrigen oder unangenehmen Handlung (Übergriff) auf Rechtsgüter einer anderen Person bezeichnet. Kriminalität gilt somit als der entscheidende Gegenspieler für das harmonische Zusammenleben von Personen innerhalb und außerhalb einer Gruppe, einer Gesellschaft, einer Nation oder zwischen den Nationen. Sie beeinflusst auch die dem Zusammenleben zugrundeliegende Moral.
Delikt, Delinquenz, Devianz:
Im Kontext des Begriffs „Kriminalität“ werden häufig auch die Begriffe "Delikt", "Devianz" und "Delinquenz" verwendet. 
Der Begriff des Delikts meint oft die eigentliche Straftat und taucht insbesondere im Kontext des Jugendstrafrechts häufiger auf. Er ist von der zivilrechtlichen Auffassung des Deliktsrechts scharf zu unterscheiden. Zudem wird er nicht als wertfreier, sondern als Begriff mit „negativer Konnotation“ verstanden. „Delikte“ aus Fahrlässigkeit werden nicht als Kriminalität bezeichnet, weil hier ohne Vorsatz und damit nicht a priori kriminell gehandelt wird. 
Die Begriffe „Delinquenz“ oder „Devianz“ werden teilweise synonym gebraucht, stimmen jedoch nicht überein.
Die „Delinquenz“ ist aus der amerikanischen Kriminologie in den deutschen Sprachraum eingedrungen. Entweder wird sie als Gegenstück zum „Delikt“ (bei Jugendlichen) gebraucht oder als Gegenstück zur Hellfeldkriminalität; dann ist mit Delinquenz die Kriminalität im Dunkelfeld gemeint. Hellfeldkriminalität sind Straftaten, die bei öffentlichen Kontrollorganen angezeigt werden, Dunkelfeldkriminalität ist Kriminalität, die nicht angezeigt wird. Das Dunkelfeld wird mit der Dunkelziffer quantifiziert.
„Devianz“ ist nicht nur Kriminalität, sondern jedes normabweichende Verhalten. Sie schließt sowohl Ordnungswidrigkeiten als auch unangepasstes soziales Verhalten ein.

## Ursachen
Da es sich um ein schwerwiegendes gesellschaftliches Problem handelt, suchte die Kriminologie jahrzehntelang nach einer gemeinhin akzeptierten Erklärung der Ursachen von Kriminalität. Dass Kriminalität in allen Altersgruppen, allen Sozialsystemen und an allen Orten zu finden ist („Ubiquitätsthese“), ist eine Annahme der herrschenden Meinung. Kriminalität ist hiernach auch unabhängig vom politischen System zu finden. Auch wenn in der Frühzeit der DDR die Kriminalität als bürgerliches Überbleibsel des vorsozialistischen Systems angesehen wurde, war auch in den späten 1980er Jahren Kriminalität in jedem sozialistischen Staat zu finden.
Sowohl individuelle als auch Faktoren der Umgebung (z. B. die Anlage-Umwelt-Auffassung) werden herangezogen. Wirklich durchsetzen konnte sich bisher keine der vielen Theorien; sämtliche Theorien sind letztendlich nicht angemessen.

## Bekämpfung und Ursachenforschung
Während die Kriminologie einerseits Erklärungsansätze für Kriminalität im Allgemeinen und – in ihrer praxisbezogenen Variante – häufig auch Strategien für mögliche Kriminalprävention erforscht, bedient sich die Kriminalistik als Hilfswissenschaft technischer („forensischer“) Methoden zur Aufklärung von Straftaten. Zur Aufklärung von Straftaten sind in Deutschland die Staatsanwaltschaften und deren Ermittlungsbeamte (vor allem Polizeivollzugsbeamte) berufen. Neben den üblichen Methoden wird das Feld der Aufklärung immer stärker durch die Sachverständigen, nämlich Chemiker, Biologen, Physiker, Ingenieure, Psychologen und Mediziner geprägt, da nicht mehr nur allein durch die Auswertung von Zeugenaussagen die Aufklärung bewältigt werden kann, sondern umfangreiche Spurensicherungen Experten zur Auswertung benötigen.
Mit den zunächst als revolutionär betitelten Entdeckungen der Daktyloskopie und der PCR für die DNA-Analyse brach jeweils eine Euphorie aus, dass in Zukunft Kriminalität besser bekämpft werden würde, weil die Aufklärungsquoten steigen würden.

## Unterteilung nach Schwereeinschätzung
Unterteilungen nach Schwereeinschätzung sind in Deutschland in der Reihenfolge leicht bis schwer: Bagatelldelikte, leichte Kriminalität, mittlere Kriminalität, Schwerkriminalität und Schwerstkriminalität.

### Massenkriminalität
Oft wird der Begriff Massenkriminalität benutzt. Der Begriff ist wissenschaftlich umstritten. Verwandt, aber nicht deckungsgleich und von manchen Autoren explizit unterschieden ist der Begriff der Alltagskriminalität (gemäß einer Definition: „Straftaten, die sich im Alltag der Täter ereignen“). Mit Massenkriminalität bezeichnet man die statistisch am häufigsten vorkommenden Deliktfälle, die so von der organisierten Kriminalität und der Schwerkriminalität / Gewaltkriminalität abgegrenzt werden. Es ist kennzeichnend, dass diese Straftaten sehr häufig auftreten und der einzelne Schaden eine bestimmte Bagatellgrenze nicht überschreitet.
Dazu zählen vor allem:
1. Sachbeschädigung
2. Diebstahl (Fahrräder, Ladendiebstahl)
3. Leistungserschleichung (z. B. Beförderungserschleichung, Versicherungsbetrug)

### Kleinkriminalität
Der Begriff Kleinkriminalität wird im allgemeinen Sprachgebrauch für eine minder schwere Form der Kriminalität benutzt. Der sogenannte Kleinkriminelle begeht also rechtlich weniger schwerwiegende Delikte, eben „Bagatelldelikte“. Als Beispiele können eine Urheberrechtsverletzung oder ein Taschendiebstahl.gelten.

### Schwer- bzw. Schwerstkriminalität
Schwerkriminalität und Schwerstkriminalität sind eher unbestimmte Begriffe, die meistens Verbrechen wie Mord oder Bandenkriminalität umfassen. Im deutschen Strafrecht werden gemäß § 12 Abs. 1 Strafgesetzbuch (StGB) als Verbrechen alle gesetzlich normierten Delikte bewertet, die mit mindestens einem Jahr Freiheitsstrafe bedroht sind.

## Weitere Begriffe
Unabhängig von der Schwere der Delikte gibt es weitere übliche Begriff, die aber teilweise unterschiedlich interpretiert werden.

### Straßenkriminalität

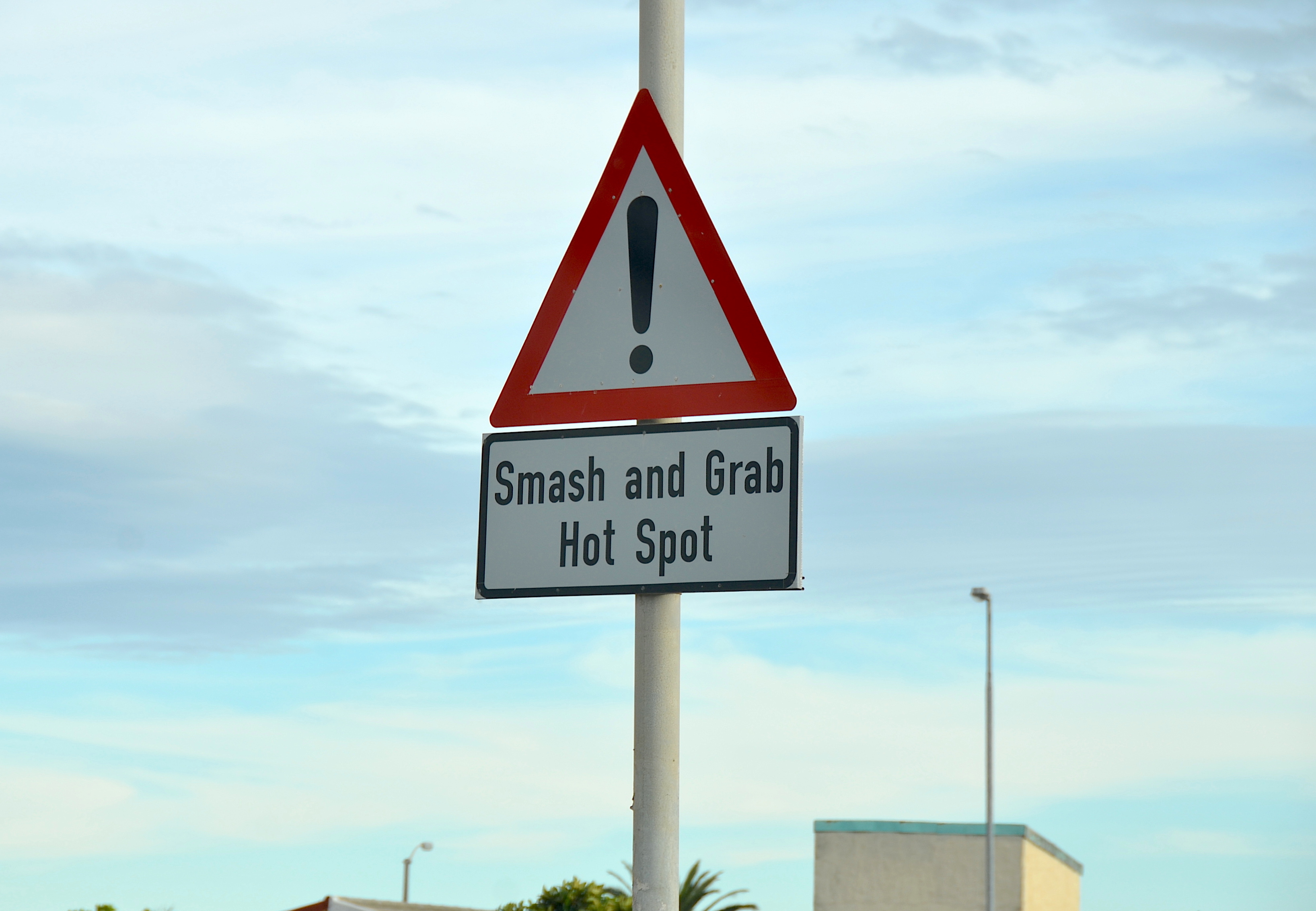
Schlagen und Stehlen Brennpunkt an der M5 Straße in Südafrika

Straßenkriminalität umfasst alle Straftaten mit Tatort öffentliche Wegen, Straßen oder Plätze – unabhängig von der Schwere der Delikte.

### Kavaliersdelikt
Der Begriff Kavaliersdelikt wird umgangssprachlich benutzt für strafbare oder ordnungswidrige Handlungen, die von der Gesellschaft als nicht ehrenrührig oder verwerflich angesehen werden; es handelt sich nicht um eine rechtliche Kategorie. Als Kavaliersdelikte werden häufig zu schnelles Fahren im Straßenverkehr, Fahren über die rote Ampel, Anfertigen von Schwarzkopien, Steuerhinterziehung und Schwarzfahren angesehen.

## Statistik
Kriminalität wird in vielen Staaten der Erde zumindest seit Jahrzehnten statistisch erfasst. Ein Beispiel ist die deutsche polizeiliche Kriminalstatistik. Gegenbeispiele sind Ozeanien und die meisten Staaten in Afrika, wo – wenn überhaupt – Statistiken erst seit wenigen Jahren vorliegen. Südafrika gehört zu den Ländern, in denen zuverlässige Polizeistatistiken existieren.
Ein Problem mit Kriminalstatistiken ist, dass sie nur das Hellfeld messen. So kann sich das Anzeigeverhalten der Bevölkerung oder die Verfolgungsintensität der Polizei verändern, ohne dass eine Änderung des Umfangs der tatsächlichen Kriminalität damit verbunden sein muss. Dunkelfeldforschung versucht diese Lücke zu schließen.
Ein in der statistischen Entwicklung der Kriminalität gemachte Beobachtung ist der sogenannte Kriminalitätsrückgang, ein deutlicher Rückgang des polizeilich registrierten Verbrechens in Europa und weiteren Regionen der Erde seit den frühen 1990er Jahren, der in der Öffentlichkeit kaum bekannt ist.

## Berichterstattung
Die Berichterstattung und Kommentierung zum Thema Kriminalität spielt für die Massenmedien eine erhebliche Rolle. Strafbare Handlungen und der Verdacht mit Blick auf strafbare Taten mit den einschlägigen Ermittlungen und möglicherweise nachfolgenden Gerichtsverfahren sind ein zentraler Nachrichtenwert. Sie zählen traditionell zu den Themen, die Medien vorrangig beachten und die beim Publikum auf großes Interesse stoßen. Auch die Kommunikationswissenschaft beachtet diese Stoffe als eines ihrer Forschungsfelder seit langer Zeit sehr stark.